# شهرستان نیکلت (مینه‌سوتا)
شهرستان نیکلت، مینه‌سوتا (به انگلیسی: Nicollet County, Minnesota) شهرستانی در ایالات متحده آمریکا است که در مینه‌سوتا واقع شده‌است.